# 白花天胡荽
白花天胡荽又名白頭天胡荽、香菇草、香香草（学名：Hydrocotyle leucocephala），为伞形科天胡荽属下的一个种。

## 扩展阅读
- 維基物種上的相關：白花天胡荽